# Apolysis montivaga
Apolysis montivaga är en tvåvingeart som beskrevs av Francois 1969. Apolysis montivaga ingår i släktet Apolysis och familjen svävflugor. Inga underarter finns listade i Catalogue of Life.